# Fernán Pérez Ponce de León
Fernán Pérez Ponce de León (m. finales de 1291), ricohombre leones de la familia Ponce de León, fue hijo de Pedro Ponce de Cabrera y de su esposa, Aldonza Alfonso, hija ilegítima de Alfonso IX de León. 
Fue señor de la Puebla de Asturias, Cangas y Tineo, adelantado mayor de la frontera de Andalucía, mayordomo mayor del rey Alfonso X de Castilla y ayo de Fernando IV de Castilla.

## Orígenes familiares
Sus padres fueron Pedro Ponce de Cabrera, señor del Valle de Aria, y su esposa, Aldonza Alfonso de León. Por parte paterna fueron sus abuelos el conde Ponce Vela de Cabrera, alférez del rey Alfonso IX, y su esposa Teresa Rodríguez Girón. Los abuelos maternos fueron el rey Alfonso IX y su amante Aldonza Martínez de Silva.
Tuvo varios hermanos, entre ellos Pedro Pérez Ponce de León, comendador mayor y trece de la Orden de Santiago, y Ruy Pérez Ponce de León, maestre de la Orden de Calatrava entre los años 1284 y 1295, en que falleció como consecuencia de las heridas recibidas en la batalla de Iznalloz.
Fue además sobrino de Fernando III de Castilla y primo de Alfonso X quien le nombró su mayordomo mayor en 1284..

## Biografía

### Actuaciones durante el reinado de Alfonso X el Sabio
Se desconoce su fecha exacta de nacimiento. A principios de 1273 estuvo presente en el Ayuntamiento de Almagro, en el que se pretendía facilitar el retorno de los nobles exiliados y afrontar el descontento general producido por las reformas legislativas y por la presión fiscal existente en el reino de Castilla y León. Al Ayuntamiento de Almagro asistieron Alfonso X el Sabio, rey de Castilla y León, su esposa la reina Violante de Aragón, el infante Fernando de la Cerda, los maestres de las Órdenes Militares, y numerosos magnates y ricoshombres.

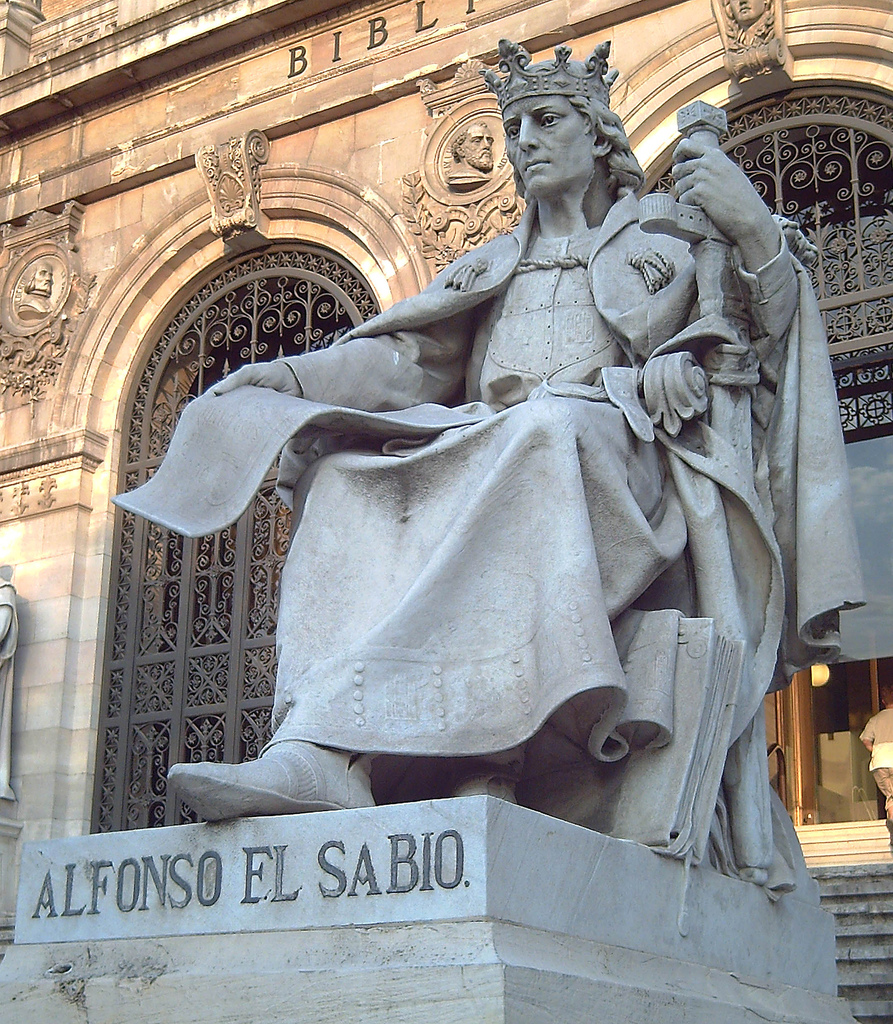
Estatua que representa a Alfonso X el Sabio, rey de Castilla y León. Biblioteca Nacional de España, Madrid.

Algunos autores han señalado, entre ellos Antonio Ballesteros Beretta, que Fernán Pérez Ponce tomó parte en la conjura encabezada por el infante Fadrique de Castilla, hermano de Alfonso X, y Simón Ruiz, señor de los Cameros, y que costó la vida a ambos personajes, pues ambos fueron ejecutados por orden de Alfonso X el Sabio en 1277. En mayo de 1277 Fernán Pérez Ponce se exilió a Francia y en el mes de julio de ese año prestó homenaje ligio al rey Felipe III de Francia contra todos los hombres del mundo, excepto los hijos del difunto infante Fernando de la Cerda, hijo primogénito de Alfonso X el Sabio, y se comprometió a servir al monarca francés con cuarenta caballeros durante cuarenta días cada año, a cambio de recibir 3000 libras tornesas.
En 1282, durante la guerra civil que dividió el reino de Castilla y León entre los leales al monarca Alfonso X y los partidarios de su hijo el infante Sancho, Fernán Pérez Ponce estuvo al mando de las tropas alfonsinas que derrotaron en el cortijo de la Puente de la Calahorra a los partidarios del infante Sancho, a finales de 1282.
En 1283, hallándose Fernán Pérez Ponce al mando de la mesnada concejil de la ciudad de Sevilla, derrotó de nuevo a los partidarios del infante Sancho en una batalla en la que también luchó en su mismo bando Vasco Martínez Pimentel, merino mayor de Portugal, que perdió la vida en la batalla, y a quien acompañaban numerosos portugueses. Otro de los fallecidos del bando alfonsino fue Rodrigo Esteban de Toledo, alcalde mayor de Sevilla. Por su parte, los partidarios del infante Sancho perdieron a numerosos hombres, entre los que se contaba Fernando Núñez de Temez, Alguacil mayor de Córdoba, y cuya cabeza fue llevada a Sevilla como trofeo junto con el pendón de la ciudad de Córdoba por Fernán Pérez Ponce. Según refieren las crónicas de la época, cuando el infante Sancho tuvo conocimiento de la derrota de sus partidarios en las cercanías de la ciudad de Córdoba se mostró contrariado, pues no deseaba la lucha armada contra su padre el rey.
El año 1283 concluyó para el bando del infante Sancho con un revés militar, pues la ciudad de Mérida, que controlaban los partidarios del infante Sancho, fue recuperada por el bando alfonsino, y el ejército que la recuperó se hallaba al mando del infante Juan de Castilla el de Tarifa, hijo de Alfonso X, y de Fernán Pérez Ponce. Por otra parte, a finales de 1283 falleció el infante Manuel de Castilla, hermano de Alfonso X padre de Don Juan Manuel, y uno de los principales partidarios del infante Sancho.
En 1284 fue nombrado Mayordomo mayor por su primo Alfonso X el Sabio y, en su codicilo testamentario, otorgado el día 10 de enero de 1284 en la ciudad de Sevilla, Alfonso X incluyó a Fernán Pérez Ponce entre sus albaceas testamentarios, junto al infante Juan de Castilla el de Tarifa y Beatriz de Castilla, hijos ambos del soberano castellano-leonés.

### Actuaciones durante el reinado de Sancho IV el Bravo y defunción de Fernán Pérez Ponce
Tras la defunción de Alfonso X el Sabio en la ciudad de Sevilla el día 4 de abril de 1284, Fernán Pérez Ponce pasó a servir al rey Sancho IV que ocupó el trono de Castilla y León a pesar de las disposiciones testamentarias de su padre.

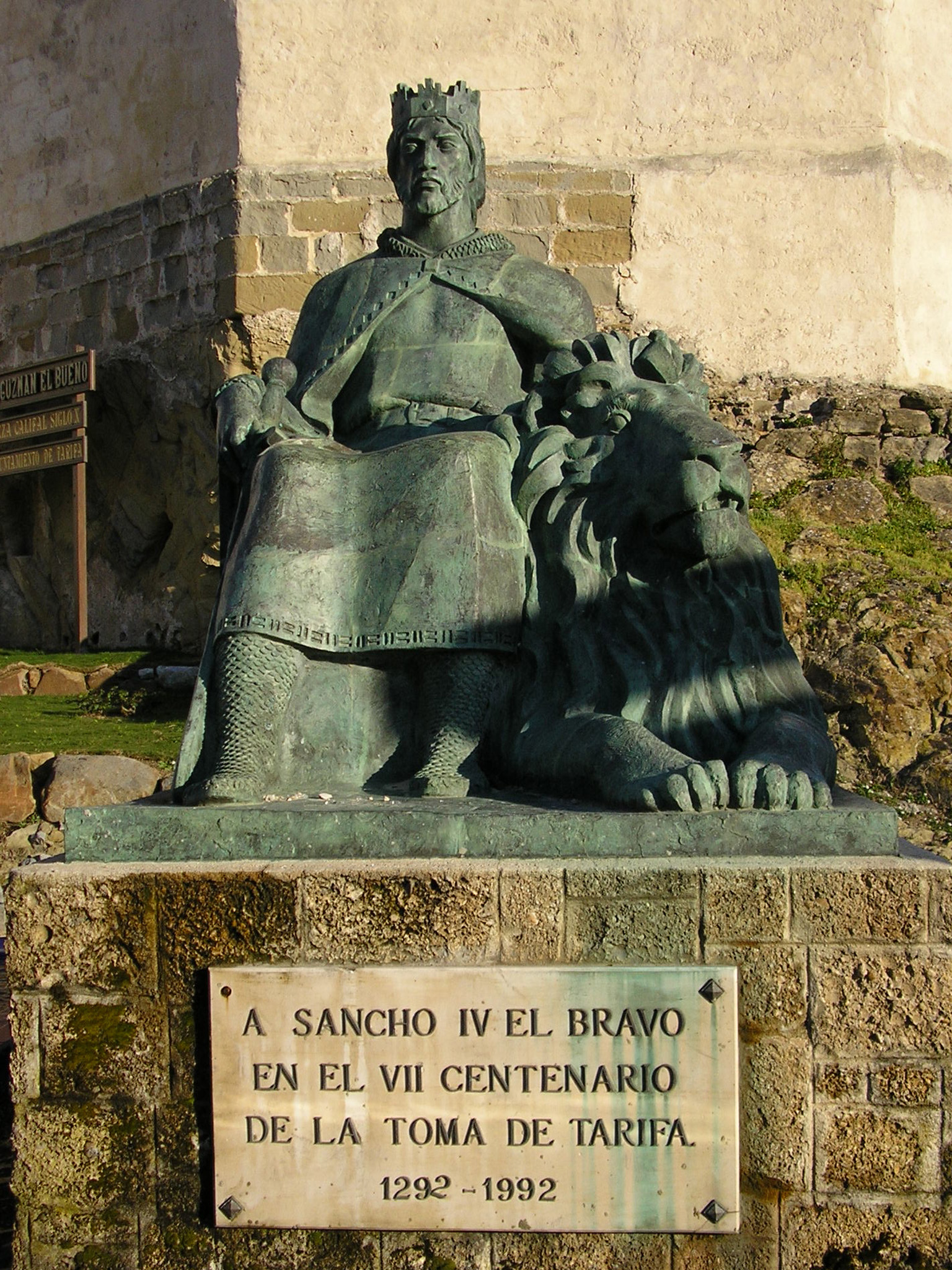
Estatua que representa a Sancho IV el Bravo, rey de Castilla y León. Tarifa.

Sancho IV nombró a Fernán Pérez Ponce de León adelantado mayor de la frontera de Andalucía y, como tal, en 1291 tomó parte en el acuerdo alcanzado entre Sancho IV el Bravo y el rey Muhammad II de Granada, pues el monarca castellano-leonés deseaba alcanzar la paz con el monarca granadino para poder hacer la guerra al rey de Marruecos.
El día 6 de diciembre de 1285 nació en la ciudad de Sevilla el infante Fernando, hijo varón primogénito de Sancho IV. Fue bautizado en la Catedral de Sevilla por el arzobispo Raimundo de Losana e inmediatamente fue proclamado heredero de la Corona y recibió el homenaje de los notables del Reino.  El monarca castellano encomendó a Fernán Pérez Ponce la crianza del infante Fernando, que fue llevado a la ciudad de Zamora, donde residía la familia de Fernán Pérez Ponce. Asimismo el Rey nombró a Isidro González y a Alfonso Godínez cancilleres del infante, al tiempo que nombraba a Samuel de Belorado almojarife del príncipe. La esposa de Fernán Pérez Ponce, Urraca Gutiérrez de Meneses, y él mismo, influyeron en la formación del carácter del infante. Y en 1292 Fernán Pérez Ponce estuvo presente en la conquista de la ciudad de Tarifa, de la que fue nombrado alcaide su hermano, Ruy Pérez Ponce de León, electo maestre de la Orden de Calatrava en 1284.
A pesar de que la mayoría de los historiadores señala que Fernán Pérez Ponce falleció en la ciudad de Jerez de la Frontera en 1292, Braulio Vázquez Campos demostró en 2006, basándose en los privilegios y documentos de la época, que falleció a finales de 1291. Y en la obra apócrifa titulada Libro de las Querellas, Fernán Pérez Ponce es ensalzado del siguiente modo:

A ti Fernan Perez Ponce el leal
Cormano, y amigo, y firme vasallo
Lo que a mios Omes de vista les callo
Entiendo decir, plañendo mi mal:
A ti que quitaste la tierra e cabdal
Por las mias haciendas en Roma, y allende
Mi pendola vuela, escochala dende:
Ea grita doliente con fabla mortal.
Como yaz solo el rey de Castilla,
Emperador de Alemania que foe
Aquel, que los reyes besaban su pie
E reynas pedian limosna e mancilla:
El que de hueste mantuvo en Sevilla
Diez mil de a caballo e tres doble peones,
El que acatado en lejanas naciones
Fue por sus Tablas, e por su cochilla.

## Sepultura

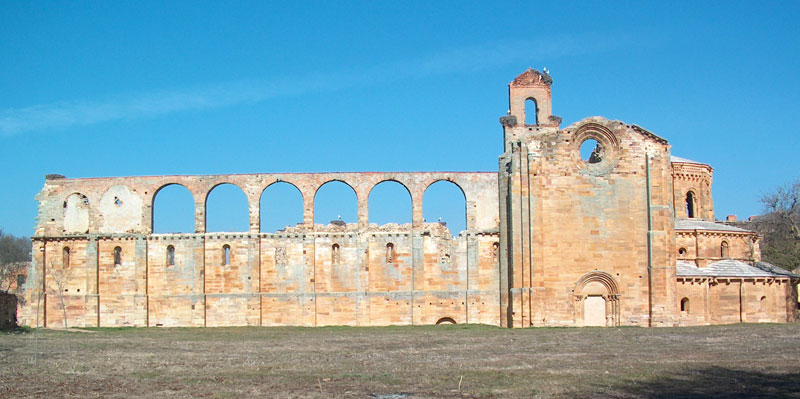
Ruinas del monasterio de Moreruela.

En la Colegiata de San Salvador de Jerez de la Frontera tuvo lugar el funeral por el alma de Fernán Pérez Ponce, al que asistió Sancho IV el Bravo, dejando constancia el monarca castellano-leonés de la fidelidad y buenos servicios prestados por el difunto ayo del infante Fernando de Castilla.
Posteriormente, los restos de Fernán Pérez Ponce de León fueron trasladados al monasterio de Moreruela, actualmente en estado ruinoso, y situado en la provincia de Zamora. Sus restos fueron depositados en un sepulcro de piedra que fue colocado en el lado del Evangelio de la capilla mayor de la iglesia del monasterio, y en el sepulcro que contenía sus restos aparecía esculpido el escudo de armas del difunto, consistente en un león rampante de púrpura en campo de plata, que tenía derecho a ostentar por ser hijo de Aldonza Alfonso de León y nieto del rey Alfonso IX de León.
Posteriormente recibió sepultura en el mismo monasterio, cumpliéndose de ese modo su voluntad, su esposa Urraca Gutiérrez de Meneses, según consta en una escritura fechada en 1314, por la que Alfonso XI de Castilla realizó una donación al monasterio de Moreruela.

## Matrimonio y descendencia
Fruto de su matrimonio con Urraca Gutiérrez de Meneses, hija de Gutierre Suárez de Meneses, ricohombre de Castilla, y de Elvira Anes de Sousa, nacieron seis hijos:
- Pedro Ponce de León (m. 1314). Fue señor de Puebla de Asturias, Cangas y Tineo,[12] mayordomo mayor del rey Fernando IV de Castilla, y adelantado mayor de la frontera de Andalucía.[3]
- Gutierre Ponce de León.[17]
- Fernando Ponce de León (m. c. 1331).[18] Fue señor de Marchena y contrajo matrimonio en 1303 con Isabel de Guzmán, hija de Guzmán el Bueno, señor de Sanlúcar de Barrameda, y de María Alonso Coronel.[12]
- Aldonza Fernández Ponce de León. Murió en la niñez.[17]
- Beatriz Ponce de León (m. 1330). Contrajo matrimonio con Juan Alonso Pérez de Guzmán, segundo señor de Sanlúcar de Barrameda e hijo de Guzmán el Bueno.[19]
- Juana Ponce de León. Contrajo matrimonio con Pedro Núñez de Guzmán, ricohombre de Castilla,[20] y fueron los padres de Alonso Meléndez de Guzmán, maestre de la Orden de Santiago, y de Leonor de Guzmán, amante del rey Alfonso XI de Castilla y madre de Enrique de Trastámara.[21]

| Predecesor: Diego López III de Haro | Adelantado mayor de la frontera de Andalucía 1290 - 1291 | Sucesor: Juan Núñez I de Lara          |
| Predecesor: Alfonso Fernández       | Mayordomo mayor del rey 1284                             | Sucesor: Juan de Castilla el de Tarifa |
| Predecesor:                         | Señor de la Puebla de Asturias, Cangas y Tineo           | Sucesor: Pedro Ponce de León           |